# Thesium rasum
Thesium rasum är en sandelträdsväxtart som först beskrevs av Arthur William Hill, och fick sitt nu gällande namn av Nicholas Edward Brown. Thesium rasum ingår i släktet spindelörter, och familjen sandelträdsväxter. Inga underarter finns listade i Catalogue of Life.